# Bateria Qalet Marku
Bateria Qalet Marku (malt. Batterija ta' Qalet Marku, ang. Qalet Marku Battery), znana też jako Bateria D'Orbeau (malt. Batterija D'Orbeau, ang. D'Orbeau Battery) – w znacznej części nieistniejąca bateria artyleryjska w Baħar iċ-Ċagħaq, w granicach Naxxar na Malcie. Została zbudowana w latach 1715–1716 przez Zakon Joannitów, jako jedna z serii fortyfikacji nadbrzeżnych dokoła Wysp Maltańskich. Bateria została w olbrzymiej części zburzona, choć niektóre jej pozostałości są wciąż widoczne.

## Historia
Bateria Qalet Marku została zbudowana w latach 1715–1716 jako część pierwszego programu budowy nadbrzeżnych baterii na Malcie. Najbliższymi fortyfikacjami baterii były wieża św. Marka na północy, reduta Qalet Marku na zachodzie (dziś zburzona) i reduta Baħar iċ-Ċagħaq na wschodzie. Budowa baterii kosztowała 1165 scudi.

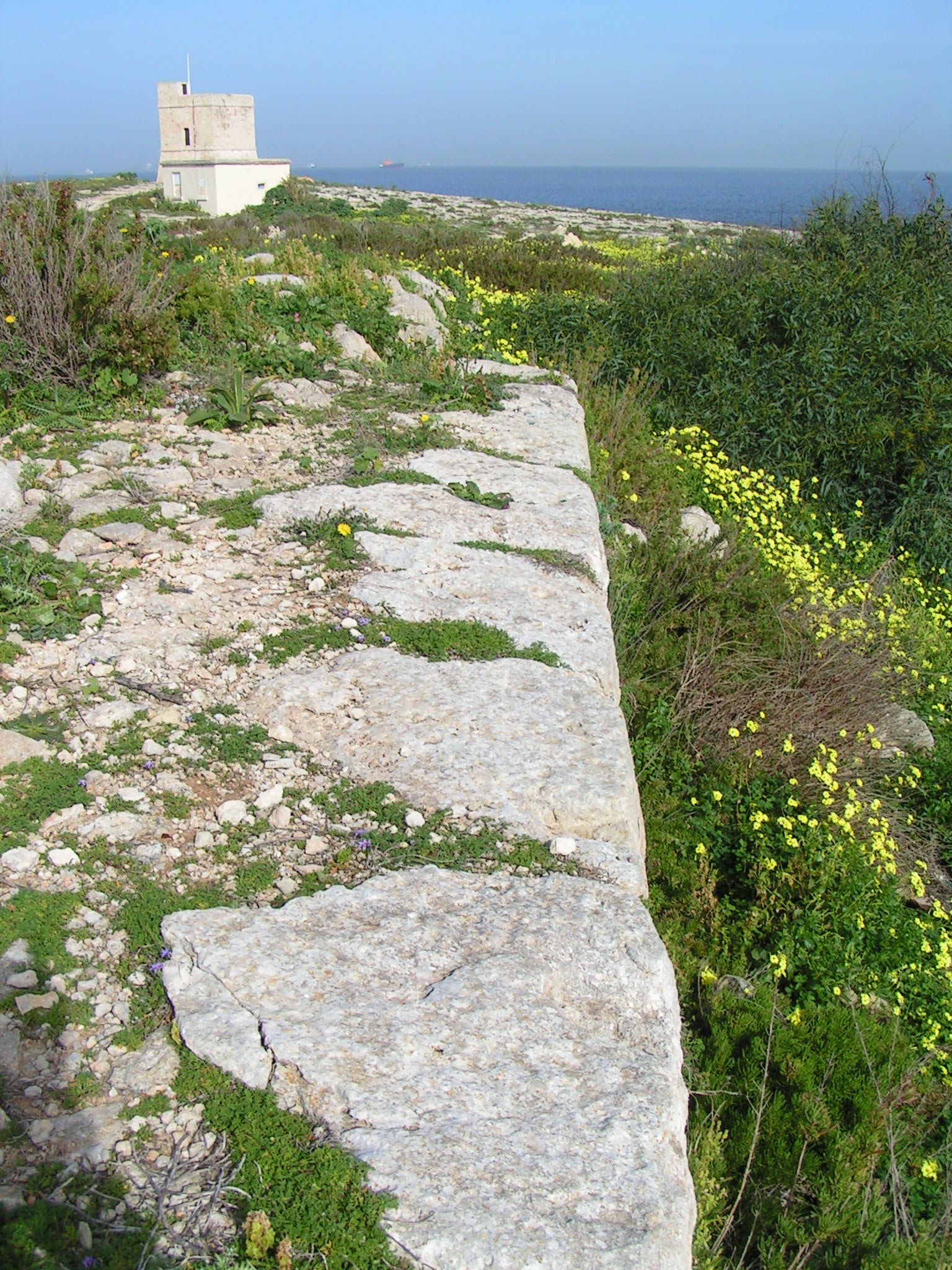
Funamenty baterii Qalet Marku, wieża św. Marka w tle

Bateria oryginalnie składała się z pięciokątnej platformy działowej, otoczonej murem osłonowym ze strzelnicami. Prostokątny blokhauz był ulokowany w środku baterii, a cała budowla otoczona była rowem wykutym w skale.
Do pierwszej połowy XX wieku bateria była wciąż w dobrym stanie. Wygląda na to, że została poważnie uszkodzona przed lub podczas II wojny światowej. W tym czasie, obok zrujnowanej baterii zbudowano betonowy bunkier.

## Współcześnie
Dziś, jedynie rów oraz część muru ze skarpy są widoczne, lecz i one pokryte są roślinnością. Mimo tego, uważa się, że miejsce posiada znaczne możliwości archeologiczne, jeśli tylko będzie prawidłowo odkryte i przestudiowane.